# Nikolaos Ioannidis (wielrenner)
Nikolaos Ioannidis (Grieks: Νικόλαος Ιωαννίδης) (19 juni 1993) is een Grieks voormalig wielrenner.

## Carrière
In 2015 en 2016 eindigde hij op een vierde plek bij het NK op de weg. In 2015 won hij de vierde etappe van de eerste Ronde van de Zwarte Zee.

## Overwinningen
2015
4e etappe Ronde van de Zwarte Zee

## Ploegen
- 2013 –  Etcetera-Worldofbike
- 2014 –  Sicot-Hemus 1896 (vanaf 20-8)